# Maja Aleksić
Pour les articles homonymes, voir Aleksić.
Maja Aleksić , née le 6 juin 1997 à Užice, est une joueuse serbe de volley-ball.

## Carrière
Avec la sélection nationale serbe, elle remporte le Championnat du monde féminin de volley-ball 2018. Elle est par ailleurs nommée meilleure centrale du Championnat du monde féminin de volley-ball des moins de 20 ans 2015. 